# Gabriel Basso

Gabriel Basso (a sinistra) in The Kings of Summer (2013)

Louis Gabriel Basso III (Saint Louis, 11 dicembre 1994) è un attore statunitense. Ha iniziato la sua carriera come attore bambino e dal 2010 al 2013 ha avuto un ruolo regolare nella serie Showtime The Big C. Al cinema, ha recitato nel film di fantascienza del 2011 Super 8 e nella commedia drammatica del 2013 The Kings of Summer. Nel 2020 ha interpretato J. D. Vance nel dramma Elegia americana e dal 2023 interpreta il ruolo del protagonista nella serie thriller d'azione The Night Agent, entrambi di Netflix.

## Biografia

### Origini
Basso è nato a Saint Louis, Missouri, figlio di Marcie e Louis J. Basso Jr. È stato istruito a casa insieme alle sue due sorelle, le attrici Alexandria e Annalise Basso. La sua famiglia frequentava la Grace Doctrine Church. Prima di diventare attore, Basso voleva diventare un calciatore professionista.

### Carriera
Basso ha interpretato ruoli minori in due lungometraggi all'inizio del 2007, mentre viveva a St. Louis: Ti presento Bill, con Aaron Eckhart; e Alice una vita sottosopra, con Alyson Stoner. Anche la sorella maggiore di Basso, Alexandra, ha avuto un ruolo in quest'ultimo. In seguito si trasferì con la madre e le sorelle a Los Angeles. Ha trovato rappresentazione nella sua prima settimana lì, assicurandosi un ruolo da protagonista nella serie web di Dailymotion Kids Ghost Town.
Basso ha avuto diversi ruoli televisivi in serie popolari come iCarly di Nickelodeon e The Middle della ABC. Dal 2010 al 2013, ha mantenuto un ruolo regolare nella serie comica di Showtime The Big C, interpretando Adam Jamison, il figlio del personaggio principale interpretato da Laura Linney. Ha poi interpretato il ruolo di Hal Mitchell nel film indipendente Alabama Moon (2009), interpretato da John Goodman e Clint Howard, diretto da Tim McCanlies e basato sul romanzo best-seller di Watt Key.
Basso è apparso nel film d'avventura di fantascienza di J. J. Abrams Super 8 e nella commedia drammatica di Jordan Vogt-Roberts The Kings of Summer, che è stata presentata in anteprima al Sundance Film Festival del 2013. È poi apparso nella commedia d'azione di Kyle Newman Barely Lethal - 16 anni e spia, con Hailee Steinfeld e Dove Cameron. Nel settembre 2014 è entrato a far parte del cast del film d'esordio alla regia di Meg Ryan, Ithaca - L'attesa di un ritorno, al fianco di Tom Hanks. Basso è apparso anche nel film drammatico giudiziario Una doppia verità, diretto da Courtney Hunt e interpretato da Keanu Reeves e Renée Zellweger. Nel 2020, ha interpretato l'autore J. D. Vance nell'adattamento cinematografico di Netflix Elegia americana.
Nel settembre 2021 Basso è stato aggiunto al cast del film d'azione-thriller di Netflix Trigger Warning diretto da Mouly Surya. Nel novembre 2021, è il protagonista della serie thriller The Night Agent con Luciane Buchanan su Netflix, creata da Shawn Ryan e basata sull'omonimo romanzo bestseller del New York Times del 2019 dell'autore Matthew Quirk. Nel 2022 è entrato a far parte del cast della trilogia di The Strangers di Renny Harlin.

## Filmografia

### Cinema
- Ti presento Bill (Meet Bill), regia di Bernie Goldmann e Melisa Wallack (2007)
- Alice una vita sottosopra (Alice Upside Down), regia di Sandy Tung (2007)
- Alabama Moon, regia di Tim McCanlies (2009)
- Super 8, regia di J. J. Abrams (2011)
- The Kings of Summer, regia di Jordan Vogt-Roberts (2013)
- Anatomy of the Tide, regia di Joel Strunk (2013)
- The Hive, regia di David Yarovesky (2014)
- Barely Lethal - 16 anni e spia (Barely Lethal) regia di Kyle Newman (2015)
- Ithaca - L'attesa di un ritorno (Ithaca), regia di Meg Ryan (2015)
- American Wrestler: The Wizard, regia di Alex Ranarivelo (2016)
- Una doppia verità (The Whole Truth), regia di Courtney Hunt (2016)
- Elegia americana (Hillbilly Elegy), regia di Ron Howard (2020)
- The Strangers: Capitolo 1 (The Strangers: Chapter 1), regia di Renny Harlin (2024)
- Trigger Warning, regia di Mouly Surya (2024)
- Giurato numero 2 (Juror #2), regia di Clint Eastwood (2024)

### Televisione
- iCarly – serie TV, episodio 2x11 (2009)
- Eastwick – serie TV, episodio 1x11 (2009)
- The Middle – serie TV, episodio 1x12 (2010)
- The Big C – serie TV, 40 episodi (2010-2013)
- Shrekkato da morire (Scared Shrekless), regia di Gary Trousdale e Raman Hui – cortometraggio TV (2010)
- R. L. Stine's The Haunting Hour: The Series – serie TV, episodio 1x19 (2011)
- Perception – serie TV, episodio 1x08 (2012)
- The Red Road – serie TV, episodio 1x06 (2014)
- The Night Agent - serie TV, 10 episodi (2023- in corso)

## Doppiatori italiani
Nelle versioni in italiano delle opere in cui ha recitato, Gabriel Basso è stato doppiato da:
- Manuel Meli in Una doppia verità, The Night Agent
- Mirko Cannella in The Middle, Elegia americana
- Federico Campaiola in The Big C
- Alessandro Campaiola in Super 8
- Paolo Vivio in Perception
- Nanni Baldini in Trigger Warning
- Simone Crisari in Giurato numero 2

Da doppiatore è sostituito da:
- Simone Crisari in Shrekkato da morire